# România Liberă
România Liberă – rumuński dziennik wydawany w Bukareszcie. Został założony w 1887 roku.